# رود کیمژا
رود کیمژا (انگلیسی: Kimzha) یک رودخانه در استان آرخانگلسک کشور روسیه است.